# Der letzte Mann (1955)
Der letzte Mann ist ein deutscher Spielfilm aus dem Jahre 1955 mit Hans Albers, Romy Schneider und Joachim Fuchsberger in den Hauptrollen. Regie bei diesem Remake gleichnamigen Stummfilmklassikers von 1924 führte Harald Braun.

## Handlung
Badenau in Südwestdeutschland. Oberkellner Karl Knesebeck befindet sich bereits in den Sechzigern; sein Leben lang hat er treu dem Hotel Hövelmann gedient, er gilt quasi als Teil des lebenden Inventars. Doch nun ist die langjährige Besitzerin Sabine Hövelmann schwer erkrankt, und Knesebeck rückt quasi zum Chef des Betriebes auf, da die 17-jährige Tochter der Chefin, Niddy, die er wie ein eigenes Kind liebt, noch zu unerfahren ist. Niddy vertraut dem alten Mann bedingungslos und fragt ihn stets um Rat und Tat. Nur bei ihrer ersten Liebe geht sie ihre eigenen Wege. Der Auserwählte heißt Helmuth Bühler, durchläuft im Hövelmann ein Volontariat und stammt aus demselben Gewerbe wie sie: „Helle“, wie er zumeist genannt wird, ist Hotelierssohn. Doch das angehende Paar tut sich ein wenig schwer, weil Helle reichlich schüchtern ist und Oberkellner Karl überdies mit Argusaugen darauf achtet, dass seiner Schutzbefohlenen nichts zustößt.
Wie in jedem Jahr findet auch in diesem Sommer zur Gaudi der Zuschauer der traditionelle Kellnerlauf statt. Dabei müssen die teilnehmenden Kellner ein mit Sekt gefülltes Glas auf einem Tablett tragen, ohne dabei auch nur einen Tropfen zu verschütten. Karl Knesebeck ist seit neun Jahren ungeschlagen, kann diesmal aber nur knapp gegen den sehr viel jüngeren Helle gewinnen. Karl ahnt nicht, dass bei diesem „Sieg“ Niddy ein wenig nachgeholfen und Helle dazu angehalten hat, den Alten wieder gewinnen zu lassen, damit sich Karl in seiner Autorität nicht herausgefordert fühlt und die Betriebslaune im Haus nicht auf den Gefrierpunkt sinkt. Während er als „Chef“ ein hartes Regiment führt und von den ihm untergeordneten Kellnern keinen Widerspruch duldet, ist Knesebeck gegenüber den Gästen von überbordender Servilität. Der alte Herr Claassen beispielsweise, selbst Hotelier und ein Stammkunde, ist soeben von schwerer Krankheit genesen und wird von Knesebeck mit viel Optimismus und Zuspruch und der Aufforderung zu mehr Bewegung und regelmäßigen Kniebeugen jeden Tag zurück ins Leben geführt.
Eines Tages kommt es für Karl knüppeldick. Sabine Hövelmann ist gestorben, und die neuen Besitzer, allesamt bucklige Verwandtschaft, sind die Erben. Mit einer Zweidrittelmehrheit haben nunmehr Onkel Max, Onkel Udo und der berechnende Vetter Alwin, seines Zeichens Jurist, das Sagen. Der weltgewandt auftretende Alwin ist ebenso aalglatt wie skrupellos und verdreht der noch unerfahrenen Niddy rasch den Kopf. Bald ist der stets ein wenig linkische aber grundehrliche Helle bei dem Mädchen abgemeldet. Niddy ahnt nicht, dass es Alwins Strategie ist, mit einer Eheschließung in den Hotelbetrieb einzuheiraten. Karl erkennt auf Anhieb, dass es sich bei Vetter Alwin um einen öligen Hallodri handelt, verliert aber mehr und mehr seinen Einfluss auf Niddy. Alwin wiederum erkennt sofort, dass er den sperrigen und ihm massiv ablehnend gegenüberstehenden Oberkellner schnellstmöglich loswerden muss. Da Sabine Hövelmann testamentarisch verfügt hat, dass Knesebeck unkündbar ist, hat der windige Jurist einen Plan. Nirgendwo im Testament steht, in welcher Position Karl weiterbeschäftigt werden muss, und so beginnt der soziale Abstieg des Oberkellners zum Toilettenmann, der in einem Zornesausbruch Alwin zweimal ins Gesicht schlägt. Karls Versuche, anderenorts unterzukommen, scheitern. Zu sehr gilt der Alte in der Restaurant- und Hotelbranche als herrisch-autoritärer Knochen. So lässt sich Knesebeck schließlich zum „letzten Mann“ degradieren und verschwindet in der Waschraum-Katakombe.
Knesebeck beginnt über sein Leben zu reflektieren und muss sich auch eingestehen, dass sein Verhalten nicht immer angemessen war. Da erscheint seine Rettung in Person von Herrn Claassen, der sich ihm gegenüber in einer Bringschuld fühlt. Zu diesem Zeitpunkt steht das „Hövelmann“ gerade Kopf; die Eheschließung zwischen Niddy und Alwin wird vorbereitet. Doch Niddy beginnt immer mehr zu zweifeln, ob der windige Alwin wirklich der Richtige ist. Claassen, entsetzt und empört über die Art und Weise, wie Knesebeck behandelt wird, kauft den beiden Onkels kurzerhand die Zweidrittelmehrheit ab und gliedert das „Hövelmann“ in sein Hotelimperium ein. Karl wird von seinem jämmerlichen Toilettenwärterdasein befreit und steigt in Windeseile zum neuen Hoteldirektor auf. Gemeinsam können die beiden alten Herren im letzten Moment die Mesalliance-Hochzeit Niddys mit Vetter Alwin verhindern. Mit Seitenblick auf Helle macht Knesebeck klar, dass er sich über eine Hochzeit Niddys mit Helmuth aufrichtig freuen würde.

## Produktionsnotizen
Der Film wurde Mitte 1955 gedreht und am 14. Oktober desselben Jahres in Düsseldorf uraufgeführt. Die Atelieraufnahmen entstanden im Bavaria-Atelier in München-Geiselgasteig, die Außenaufnahmen in Baden-Baden.
Die Bauten stammen aus der Hand der Brüder Robert und Kurt Herlth, Gudrun Rabente hatte die Kostümberatung. Georg Richter war Herstellungsleiter, Hermann Höhn Produktionsleiter.
Für Joachim Fuchsberger war die Rolle des Alwin Radspieler eine seiner extrem seltenen Abstecher in das Fach eines Negativcharakters.

## Kritiken
Der Spiegel befand in seiner Ausgabe vom 16. November 1955: „Ohne ‘Anliegen’ und ohne ‘Aussage’, und mit dem, was man hierzulande eine leichte Hand nennt, inszenierte Harald Braun das alte Jannings-Melodrama vom Chefkellner in der Herrentoilette als gefällige Abendunterhaltung. Es wird maßvoll geweint (von Romy Schneider, die laut Verleihankündigung hier ‚das erste reizvolle Stadium eines Liebesfrühlings durchbummelt‘), männlich gelitten (von einem entkrampften Hans Albers) und ein bißchen geliebt und intrigiert. Ein Film, dessen Wohlgeratenheit milde langweilt.“

„Nicht nur ein Remake des berühmten Murnau-Jannings-Films vom stolzen Hotelportier, der zum Toilettenwart degradiert wird. Bei Albers ist es ein Kellner, und der Absturz wie die innere Läuterung ist leichter, beschwingter, volkstümlicher.“

„Mit zwei zu sehr in Sentimentalität abrutschenden Remakes zweier Emil-Jannings-Klassiker, ‚Der letzte Mann‘ und Vor Sonnenuntergang, bewies sich Albers als respektabler Charakterdarsteller.“

„Als rührseliger Unterhaltungsfilm angelegtes Drama mit einem überzeugenden Hauptdarsteller; inszenatorisch reicht der Film nie an Murnaus gleichnamigen Stummfilm mit Emil Jannings heran, dessen Thematik geglättet und dessen Handlung in die Wirtschaftswunderzeit um 1950 verlegt wurde.“

In Filmarchiv Austria heißt es: „Romy Schneiders fünfter Film ist, wie seine zwei Vorgänger, ein Remake. Der deutsche Nachkriegsfilm setzt auf erfolgsträchtige Stoffe, die sich in der Vergangenheit bewährt haben, angesiedelt in historischer Ferne oder zeitlicher Undefinierbarkeit. Diesmal ist es DER LETZTE MANN, dessen Original von 1924 unter der Regie von F. W. Murnau eine Paraderolle für Emil Jannings beinhaltete. Für Schneider ist es der erste Part, den sie als »modern« empfindet. Von der zynischen Weltsicht des Drehbuchautors Carl Mayers im Stummfilmoriginal ist wenig geblieben, zwar muss die Hauptperson nach der Degradierung zum Toilettenmann schmachvoll erkennen, dass ›seine‹ Welt auch ohne ihn funktioniert, doch letztendlich rettet ihn ein deus ex machina aus seiner Situation. ›Man gewöhnt sich ans Gute, nicht ans Schlechte‹, sagt man dem Nachkriegspublikum im beginnenden Wirtschaftswunder. ›Zum märchenhaften Schluss gehört, dass der Erniedrigte gar als Hoteldirektor rehabilitiert wird.‹“